# Rune Börjesson
Rune Börjesson (Göteborg, 5 aprile 1937 – Stoccolma, 8 febbraio 1996) è stato un calciatore svedese, di ruolo centrocampista.

## Carriera
Capocannoniere del Campionato di calcio svedese nel 1959 e nel 1960, viene acquistato dalla Juventus che lo preleva dall'Örgryte IS per la stagione 1961-1962.
A Torino resta solo fino al mese di novembre, senza giocare nemmeno una partita, quando viene ceduto in prestito al Palermo con cui finisce la stagione con 15 presenze e 3 reti, rientrando nella trattativa che portò Roberto Anzolin a Torino. Gioca nel capoluogo siciliano anche nella stagione successiva, nella quale colleziona 27 presenze condite da 7 gol, tra cui uno proprio alla sua ex squadra il 9 dicembre 1962.
Nel 1964 ritorna all'Örgryte.

## Palmarès

### Individuali
- Capocannoniere dell'Allsvenskan: 2

1959 (21 gol), 1960 (24 gol)